# Dmytro Podlesny
Dmytro Semenowycz Podlesny, ukr. Дмитро Семенович Подлєсний, ros. Дмитрий Семёнович Подлесный, Dmitrij Siemionowicz Podlesnyj (ur. 22 października 1928 w Charkowie, Ukraińska SRR) – ukraiński piłkarz, grający na pozycji napastnika, trener piłkarski.

## Kariera piłkarska
Wychowanek drużyn juniorskich w Charkowie. W 1952 rozpoczął karierę piłkarską w klubie ODO Tbilisi, gdzie został skierowany do służby wojskowej. Po zwolnieniu z wojska w 1956 został zaproszony do wojskowego klubu z Odessy, który nazywał się OBO, SKWO i SKA. Za występy w reprezentacji Ukrainy Klasy B otrzymał tytuł Mistrza Sportu ZSRR w 1962 roku. W 1963 odszedł do mołdawskiego Nistrul Bendery. W 1964 zasilił skład Awanharda Żółte Wody, w którym zakończył karierę piłkarza.

## Kariera trenerska
Po zakończeniu kariery piłkarza rozpoczął pracę szkoleniowca. Najpierw ukończył Kijowski Wydział Wyższej Szkoły Trenerów. W 1965 pomagał trenować Awanhard Żółte Wody. W latach 1966–1967 pracował jako asystent w sztabie szkoleniowym SKA Odessa.

## Sukcesy i odznaczenia

### Sukcesy piłkarskie
SKA Odessa
- wicemistrz Ukraińskiej SRR: 1961
- brązowy medalista Mistrzostw Ukraińskiej SRR: 1959, 1960

### Odznaczenia
- tytuł Mistrza Sportu ZSRR: 1962